# Abroxmolen
De Abroxmolen is een watermolen op de Abeek die zich bevindt aan de Abroxweg 41 te Beek.
Reeds in 1440 bestond deze molen. Toen werd hier Jan van Abroek geboren, een belangrijk kloosterhervormer. De molen fungeerde vermoedelijk als oliemolen, maar in 1910 werd het waterrad door een turbine vervangen, waarna de molen enkel nog als korenmolen dienstdeed. Dit bedrijf werd voortgezet tot in de jaren 60 van de 20e eeuw.
De turbine en een deel van het binnenwerk zijn nog aanwezig maar, door de omlegging van de Abeek, heeft de molen geen water meer.
- Inventaris van het Bouwkundig Erfgoed (Vlaanderen): 70779